# Tratado de los siete pecados y virtudes
Tratado de los siete pecados y virtudes o Compendio de las siete superaciones (chino: 七克大全, pinyin: Qī Kè Dàquán) es una obra escrita por el misionero jesuita Diego de Pantoja que trata acerca de la superación de los siete pecados capitales. El libro, que consta de siete volúmenes, fue escrito durante el reinado de la dinastía Ming y publicado en Pekín en el año 1614. Más tarde, en el año 1629 sería incluido en la obra de Li Zhizao Tiān xué chū hán (天學初函)
La escritura del libro vino motivada por la política de adaptación con la que Diego de Pantoja buscaba reforzar el prestigio del catolicismo entre las clases dirigentes chinas y conseguir así una conversión entre los eruditos. Para lograr este propósito la obra presenta un marcado carácter confuciano, reforzándose las virtudes clásicas de dicha doctrina, como la benevolencia o el respeto. Además, Pantoja ataca las doctrinas budistas, como la reencarnación, en una época en que el budismo, de origen indio, era aún percibido por las clases dirigentes como una doctrina depravada. Esta visión negativa del budismo y cercana a la doctrina confuciana contribuirá al elogio por muchos letrados de la corte pekinesa, motivo por el cual este mismo escrito acabaría mereciendo una recensión en la obra del Siku Quanshu ( 四庫全書 Gran Enciclopedia de las Cuatro Tesorerías), publicada siglo y medio más tarde.

## Siete pecados y siete virtudes
Los siete pecados capitales y las correspondientes virtudes enumeradas en el libro son las siguientes:
| Siete pecados   | Siete virtudes     |
| --------------- | ------------------ |
| Soberbia (驕傲) | Humildad (謙虛)    |
| Envidia (嫉妒)  | Caridad (博愛)     |
| Ira (憤怒)      | Paciencia (平靜)   |
| Pereza (懈惰)   | Diligencia (勤勉)  |
| Avaricia (吝嗇) | Generosidad (慷慨) |
| Gula (暴食)     | Templanza (節制)   |
| Lujuria (色慾)  | Castidad (貞潔)    |